# Largo Winch (banda desenhada)
Largo Winch é uma série de banda desenhada franco-belga sobre um personagem do mesmo nome, criada em 1990 por Jean Van Hamme e desenhada por Philippe Francq.

## O inicio
Em 1973 Van Hamme começou a trabalhar na personagem Largo Winch. Greg, à altura editor do Journal do Tintim queria entrar no mercado dos comics americanos. Para isso, pôs a trabalhar argumentistas franco-belgas (neste caso, ele e Van Hamme, porque ambos falavam Inglês) e desenhadores americanos. Foi aqui que surge a ideia de Van Hamme para usar o seu conhecimento do mundo dos negócios em um argumento (Van Hamme é economista de formação e trabalhava, à altura, para a multinacional holandesa Philips). No entanto, o projecto foi cancelado, porque os desenhadores Norte Americanos, não estavam habituados aos padrões europeus de escrita.
Três anos mais tarde, Van Hamme demitiu-se da Philips e decide viver da escrita. Começou a escrever romances e recicla o personagem Largo Winch. Enviou o manuscrito para uma dúzia de editoras em Paris, tendo recebido seis respostas positivas. Completamente falido, aceita a proposta da primeira editora a Mercure de France que publica seis romances da série entre 1977 e 1984.
Entretanto, Van Hamme continuou o seu trabalho como argumentista de banda desenhada, obtendo bastante sucesso com Thorgal e XIII. Em 1990, decide relançar o projecto Largo Winch e inspira-se nos seus romances, para escrever o argumento para uma série de banda desenhada. Associou-se ao desenhador Philippe Francq para a fazer, nascendo assim o primeiro volume da série. A série de banda desenhada, conseguiu obter um sucesso e uma reputação estrondosa, ultrapassando inclusive o dos romances.

## História
Nerio Winch, um antigo empresário e chefe de um império financeiro de dez mil milhões de dólares, não tem nem filhos nem potenciais herdeiros. Resolve por isso, adoptar um órfão jugoslavo chamado Largo Winczlav..
Vinte e seis anos depois. Nerio morre assassinado por um grupo rival. Largo, herda a fortuna e fica à cabeça de um imenso império financeiro tentacular e tremendamente perigoso. Ajudado pelo seu amigo Simon Ovronnaz, ex-ladrão e Freddy Kaplan,um aviador monegasco de origem Israelita, Winch luta contra as forças ocultas que o querem derrubar do seu posto de comandante do seu grande grupo económico.

## Personagens principais
- Nerio Winch, ( Estados Unidos da América) - Filho da Winczlav Vanko, um imigrante jugoslavo, herdou a fortuna do seu pai, um magnata do petróleo. A partir dai, adquiriu progressivamente um número significativo de empresas por todo o mundo e não recua perante nada, nem mesmo perante o crime, a ponto de criar um império financeiro, a maior multinacional do mundo (Grupo W), possuindo uma fortuna estimada em dez mil milhões de dólares. Celibatário, estéril e sem qualquer família, resolve um dia encontrar um herdeiro e, para isso, pesquisa as suas origens montenegrinas, encontrando apenas um parente afastado vivo, um jovem chamado Largo Winczlav, pelo que decide adopta-lo.

- Largo Winch (dupla nacionalidade  Jugoslávia -  Estados Unidos da América) - Nasceu no Montenegro, como Largo Winczlav, de pai desconhecido, parente distante de Nerio Winch e adoptado por este último que o encontrou em um orfanato em Sarajevo, após a morte de sua mãe, tinha na altura 2 anos. Vai viver para o Liechtenstein até a idade de 10, com Hannah e Ernst Gleiber, que ele considera como seu tio e tia e em seguida percorre as melhores escolas da Europa, em França (INSEAD), na Alemanha (Heidelberg) e em Inglaterra (Londres). De espírito rebelde, ele tentou fugir várias vezes (uma vez obteve refúgio com um grupo de ciganos, uma experiência que o levou a aprender a manusear o lançamento de facas), mas foi sempre encontrado por Nerio que o obrigou a prosseguir a sua formação com o objectivo de o suceder como chefe do Grupo W. Depois de formado, viajou pelo mundo (principalmente pela Ásia), conhecendo muita gente (Sveig Larsen, phai-Tang, Ming-Tan T'Sien ...) e obtendo as mais diversas experiências (incluindo passar uma temporada em uma prisão no Tibete). Aventureiro, com grande desenvoltura (fala 5 ou 6 idiomas) e as vantagens que o seu estatuto como filho adoptivo de Nerio, permitiram-lhe sair-se sempre bem de todas as situações complicadas. Num Hotel do Grupo W em Banguecoque ele conhece Freddy Kaplan, recém-contratado por Nerio que se tornaria seu piloto particular e também um dos seus mais fiéis amigos. Quando herda o Grupo W após a morte Nerio, adopta também o nome de Winch e a dupla nacionalidade americana e jugoslava. Não tem mais do que 26 anos, mas o seu temperamento e as muitas experiências que adquiriu permitem-lhe gerir a mudança e manter a cabeça fria. Sedutor, boémio e anticonformista, torna-se um empresário invulgar. O comportamento de Largo é ambivalente, porque se adapta bem ao luxo e conforto e, por vezes, cai no abuso de poder para se livrar dos obstáculos, mas as suas intenções são geralmente guiados por um desejo de justiça que o transforma em um original e moderno "Robin Hood".

- Freddy Kaplan, cujo verdadeiro nome é Ari Ben Chaim ( Israel, nacionalizado  Mónaco) - Ex-piloto militar israelita, filho de imigrantes ucranianos de origem judaica, nasceu em um kibutz em 1963. Injustamente preso após o escândalo causado pelo bombardeamento de um acampamento de refugiados palestinianos, conseguiu fugir para a Jordânia atravessando o Golfo a nado entre Eilat e Aqaba. Desempenha um papel vital para impedir o sequestro do DC-9, em que se tinha escondido para entrar ilegalmente nos Estados Unidos da América, ficando com uma longa cicatriz no lado esquerdo da cara. Torna-se então monegasco mudando o nome para Freddy Kaplan (Kaplan é o nome do seu avô materno). Graças a Nerio Winch, passageiro do avião é contratando para piloto particular de Largo, tornando-se um dos seus mais fiéis amigos.

- Simon Ovronnaz ( Suíça ) - Tornar-se-á o director interino do Grupo W, a pedido de Largo. O objectivo é, na realidade, o de infiltrar o narcotráfico orquestrada por Van dreem à sombra do Grupo W. Abandona o cargo após o caso encerrado, já que Simon não percebe nada do mundo dos negócios. Da mesma idade que Largo, nasceu em Valais, Suíça, de pai desconhecido (provavelmente um cigano espanhol) e de uma agricultora suíça, Marie Ovronnaz. Simon é um ex-ladrão profissional contratado por Cardignac para seu parceiro (foi obrigado através de ameaças de morte e tortura à sua mãe), no entanto traiu-o a favor de Largo vindo a criar com ele uma rápida amizade, tornando-se um dos principais homens de sua confiança.

## Álbuns
1. L'héritier, Jean Van Hamme & Philippe Francq, Dupuis, 11/1990
2. Le groupe W, Jean Van Hamme & Philippe Francq, Dupuis, 09/1991
3. O.P.A., Jean Van Hamme & Philippe Francq, Dupuis, 11/1992
4. Business Blues, Jean Van Hamme & Philippe Francq, Dupuis, 10/1993
5. H, Jean Van Hamme & Philippe Francq, Dupuis, 09/1994
6. Dutch connection, Jean Van Hamme & Philippe Francq, Dupuis, 06/1995
7. La forteresse de Makiling, Jean Van Hamme & Philippe Francq, Dupuis, 06/1996
8. L'heure du tigre, Jean Van Hamme & Philippe Francq, Dupuis, 06/1997
9. Voir Venise ..., Jean Van Hamme & Philippe Francq, Dupuis, 09/1998
10. ... Et mourir, Jean Van Hamme & Philippe Francq, Dupuis, 09/1999
11. Golden Gate, Jean Van Hamme & Philippe Francq, Dupuis, 12/2000
12. Shadow, Jean Van Hamme & Philippe Francq, Dupuis, 06/2002
13. Le Prix de l'Argent, Jean Van Hamme & Philippe Francq, Dupuis, 06/2004
14. La loi du dollar, Jean Van Hamme & Philippe Francq, Dupuis, 11/2005
15. Les trois yeux des gardiens du Tao, Jean Van Hamme & Philippe Francq, Dupuis, 03/2007
16. La voie et la vertu, Jean Van Hamme & Philippe Francq, Dupuis, 11/2008

### Fora de série
- Le best of de la BD - 6, Jean Van Hamme & Philippe Francq, Dupuis, 08/2005
- Les clés de l'univers de Largo Winch, Jean Van Hamme & Philippe Francq, Dupuis, 11/2006
- L'heritier / Groupe W, Jean Van Hamme & Philippe Francq, Dupuis, 11/2001
- Voir Venise / ...et mourir, Jean Van Hamme & Philippe Francq, Dupuis, 11/2001
- Forteresse / Heure du tigre, Jean Van Hamme & Philippe Francq, Dupuis, 11/2001
- H / Dutch connection, Jean Van Hamme & Philippe Francq, Dupuis, 11/2001
- OPA / Business Blues 	Dupuis 	11/2001
- Intégrale tomes 1-2 pack découverte, Jean Van Hamme & Philippe Francq, Dupuis, 12/2006

### Em Portugal
1. O herdeiro, Jean Van Hamme & Philippe Francq, Bertrand Editora, 1993
2. O grupo W, Jean Van Hamme & Philippe Francq, Bertrand Editora, 1994
3. O.P.A., Jean Van Hamme & Philippe Francq, Bertrand Editora, 1995
4. H, Jean Van Hamme & Philippe Francq, Gradiva, 2006
5. Dutch Connection, Jean Van Hamme & Philippe Francq, Gradiva, 2006
6. Os três olhos dos guardiães de Tao, Jean Van Hamme & Philippe Francq, Gradiva, 2007